# روس تشيشولم
روس تشيشولم (بالإنجليزية: Ross Chisholm)‏ هو لاعب كرة قدم بريطاني، ولد في 14 يناير 1988 في Irvine, North Ayrshire ‏ في المملكة المتحدة. لعب مع دارلينجتون إف سى ونادي دندي ونادي شامروك روفرز ونادي هيبرنيان.

## وصلات خارجية
- روس تشيشولم على موقع قاعدة بيانات كرة القدم.إي يو (الإنجليزية)
- روس تشيشولم على موقع Soccerbase.com (لاعب) (الإنجليزية)
- روس تشيشولم على موقع Soccerway.com (الإنجليزية)